# Rex Desmarchais
Pour les articles homonymes, voir Desmarchais.
Rex Desmarchais est un écrivain québécois né en 1908 à Montréal et décédé en 1974.
Il fait ses études au collège Mont-Saint-Louis puis au collège Sainte-Marie de Montréal. Par la suite, il travaille à la Librairie d'Action canadienne-française et à la Commission des écoles catholiques. Il collabore à certains journaux, tels Le Devoir, L'Ordre et Le Canada.
Ses romans ont surtout une portée sociale. Ils reflètent le Québec d'avant-guerre. Parmi ceux-ci, notons L'Initiatrice (1932), Le Feu intérieur (1933) et La Chesnaie (1942).

## Œuvres
- Attitudes, roman, Montréal, Librairie d'Action canadienne-française, [1931].
- L'Initiatrice, roman, Montréal, Éditions Albert Lévesque, « Les Romans de la jeune génération », 1932.
- Le Feu intérieur, roman, Montréal, Éditions Albert Lévesque, 1933.
- Tentatives, Essais, dans Les œuvres D'aujourd'hui, Recueil Littéraire Trimestriel #1, Éditions De l'A.C.F, Montréal, 1937. Autres textes par Roger Brien, Yvette O. Mercier-Gouin et Clément Marchand. Seul numéro paru.
- France immortelle, essais, Préface de l'auteur, Montréal, Aux Éditions libres, 1941
- La Chesnaie, roman, Montréal, Éditions de l'Arbre, « Roman québécois », 1942
- Bête de proie. Conte philosophique, Montréal, Les Éditions d'art, 1942

## Honneurs
- 1941 - Prix David

## Citations
- « L’absence grandit l’être aimé, le pare de qualités que souvent il n’a pas, estompe les défauts qu’il a. »
- « Est-ce une loi inéluctable que chacun passe à côté de son bonheur et s'évertue à le mendier ailleurs ? »
- « Il faut de l'héroïsme pour remplir le rôle mesquin que chaque jour nous propose. »
- « Le tragique de la vie, c'est que nous ne savons guère tirer parti des instants favorables. »